# Plestin-les-Grèves
 Plestin-les-Grèves (en bretó Plistin) és un municipi francès, situat a la regió de Bretanya, al departament de Costes del Nord. L'any 2006 tenia 3.615 habitants. El 8 de març el consell municipal va aprovar la carta Ya d'ar brezhoneg. A l'inici del curs 2007 el 29,7% dels alumnes del municipi eren matriculats a la primària bilingüe.

## Demografia
| 1962                                       | 1968  | 1975  | 1982  | 1990  | 1999  |
| ------------------------------------------ | ----- | ----- | ----- | ----- | ----- |
| 2.794                                      | 2.912 | 3.018 | 3.222 | 3.237 | 3.415 |
| Des de 1962: població sense dobles comptes |       |       |       |       |       |

## Administració
| Període | Identitat   | Partit |
| ------- | ----------- | ------ |
| 2001-   | André Lucas | PS     |

## Història
El 1942 Yann Kerlann va obrir a aquest municipi la Skol Blistin, primer centre on es feia l'ensenyament en bretó.